# Стоун, Джордж Э.
Джордж Э. Стоун (англ. George E. Stone), имя при рождении Гиршон Лихтенштейн (англ. Gerschon Lichtenstein) (18 мая 1903 года — 26 мая 1967 года) — американский актёр кино, радио и телевидения, более всего известный ролями в фильмах 1930-50-х годов.
На протяжении своей карьеры Стоун играл преимущественно небольшие или характерные роли, появившись в 150 фильмах, среди них такие значимые картины, как «Седьмое небо» (1927), «Маленький Цезарь» (1931), «Пять последних звёзд» (1931), «42-я улица» (1933), «Пулями или голосами» (1936), «Лицо под маской» (1941), Сломанное копьё (1954), «Человек с золотой рукой» (1955), «Парни и куколки» (1955) и «В джазе только девушки» (1959). В 1941—1948 годах Стоун сыграл роль верного помощника главного героя в цикле из 12 криминальных комедий про Бостонского Блэки.
На протяжении своей карьеры Стоун появился в девяти фильмах, которые были номинированы на Оскар.

## Ранние годы и начало карьеры
Джордж Э. Стоун родился под именем Гершон Лихтенштейн 18 мая 1903 года в Лодзи Российской Империи  в еврейской семье. В возрасте 10 лет он вместе с сёстрами иммигрировал в США, поселившись в городе Паттерсоне в штате Нью-Джерси, где позднее начал свою карьеру как эстрадный и театральный танцор. В 1926 году под именем Джорджи Стоун он выступал в бродвейском мюзикле «Хэллоу, Лола».

## Карьера в кино в 1927—1961 годах
В 1927 году Стоун дебютировал в кино в немом фильме «Седьмое небо» (1927). В этой картине он сыграл роль уличного вора по кличке Пасюк, обратив на себя внимание невысоким ростом (160 см) и выразительным лицом, несколько лет спустя добавив к своему образу щеголеватые тонкие усы. Благодаря своему приятному, слегка гнусавому голосу Стоун с фильмом «Злачное место» (1928) безболезненно перешёл в звуковое кино. Самый плодовитый период в кинокарьере Стоуна приходится на 1929—1936 годы, когда на студии Warner Bros он сыграл в десятках «урбанистических» картин и мюзиклах о закулисной актёрской жизни.
В этот период Стоун часто играл искушённых, ушлых парней и гангстеров в духе писателя Деймона Раниона. Как отметил историк кино Гэри Брамбург, «его бандиты могли быть и пугливыми, и комичными, и угрожающими, и очень многие из них заканчивали свой путь в морге ещё до окончания фильма», в том числе, обречённый сбежавший убийца Эрл Уильямс в комедии «Первая полоса» (1931) и подручный мафиозного главаря Отеро в классическом гангстерском фильме «Маленький Цезарь» (1931). В том же году он сыграл журналиста в криминальной газетной мелодраме «Пять последних звёзд» (1931), затем последовали роли в вестерне «Симаррон» (1931) и криминальной мелодраме «Такси!» (1932), где он был партнёром Джеймса Кэгни, а также в тюремной драме «Последняя миля» (1932), мюзикле «42-я улица» (1933) и фильме ужасов «Летучая мышь-вампир» (1933). В 1933 году вышел единственный фильм, в котором Стоун сыграл главную роль. Это была криминальная комедия студии Universal Pictures «Большой ум» (1933), где Стоун сыграл мелкого парикмахера, который поднимается до вершин криминального бизнеса и становится крупным международным мошенником. Критика отметила Стоуна за его «естественную игру» в этом фильме.
На протяжении 1930-х годов актёр продолжал играть роли мелких гангстеров и/или заключённых, в частности, в таких криминальных мелодрамах, как «Срочный вызов» (1933), «Герой общества №1» (1935), «Пулями или голосами» (1936), «Остров Алькатрас» (1937) и «Ты и я» (1938). В 1939 году он сыграл заключённого в тюремной мелодраме «Преступление тебе с рук не сойдёт» (1939). Эту картину рецензент журнала TV Guide оценил как «незапоминающийся гангстерский фильм», который однако «хорошо сделан в обычном для Warner Bros профессиональном ключе», далее отметив, что в картине занят «обычный состав контрактных актёров Warner, но есть и пара хорошо сыгранных ролей, особенно, Джорджем Е. Стоуном и Генри Трэверсом».
Как пишет историк кино Хэл Эриксон, к 1936 году имя Стоуна «настолько плотно ассоциировалось с гангстерскими ролями», что студия Warner Bros посчитала нужным заказать журнальную статью, показывающую, как Стоун с помощью грима превращается в «негангстерского испанца» для съёмок в исторической драме «Энтони Несчастный» (1936). Эриксон также обращает внимание на то, что на рубеже 1930-40-х годов Стоун сыграл «три свои самые странные кинороли», и все они приходятся на фильмы продюсера Хэла Роуча. В 1938 году в комедии «Дочь домохозяйки» (1938) Стоун создал очень симпатичный образ вызывающего жалость серийного убийцы с невинным детским лицом. После этого Роуч пригласил Стоуна в музыкальную комедию «Дорожное шоу» (1940) на роль любвеобильного отважного индейца, а затем — в военную комедию «Дьявол с Гитлером» (1942), где Стоун сыграл японского посланника Суки Яки.
В 1940-е годы самой популярной ролью Стоуна стала роль Коротышки в двенадцати криминальных комедиях студии Columbia про Бостонского Блэки (1941-48). Коротышка был верным, остроумным и изобретательным напарником харизматичного героя по имени Бостонский Блэки (его играл Честер Моррис), который когда-то был вором драгоценностей, из-за чего каждый раз вынужден раскрывать преступления, в которых полиция начинает его подозревать. Среди прочих значимых картин Стоуна в 1940-е годы — приключенческий боевик «Северо-западная конная полиция» (1940) с Гэри Купером в главной роли, фильмы нуар «Лицо под маской» (1941) и «Полночная охота» (1945), в последнем из которых, по словам одного критика, «Стоун сыграл жертву убийства, который великолепно умирает, не произнося ни слова», «Саспенс» (1946) и «Шок» (1946). Он также сыграл в мелодрамах «Я беру эту женщину» (1940) со Спенсером Трейси, «Сентиментальное путешествие» (1946) с Джоном Пейном и Морин О’Харой и «Дэйзи Кенион» (1947) с Джоан Кроуфорд и Дэной Эндрюсом. В большинстве этих фильмов Стоун сыграл небольшие или эпизодические роли, иногда без упоминания в титрах.
В 1950-е годы Стоун продолжал играть небольшие роли в многочисленных фильмах нуар, среди них «История в Майами» (1954), «Секреты Нью-Йорка» (1955), «Человек с золотой рукой» (1955), «Оттенок алого» (1956), «Малыш Нельсон» (1957) и «История в Тихуане» (1957). Как отмечено в статье об актёре в «Лос-Анджелес Таймс», у Стоуна был особенно запоминающийся эпизод в нуаровой драме «Человек с золотой рукой», где он «сыграл мстительного гангстера, который, после того, как его обманули в карты, набрасывается в жестокой драке на своего обидчика».
Помимо чисто криминального жанра в конце карьеры Стоун сыграл роли скользких типов в нескольких знаменитых комедиях, среди них «Парни и куколки» (1955) с Марлоном Брандо и Фрэнком Синатрой, после чего сыграл нервного стукача по имени Чарли Зубочистка в комедии Билли Уайлдера «В джазе только девушки» (1959), а также в лёгком фильме об ограблении «Одиннадцать друзей Оушена» (1960) со звёздным актёрским составом во главе с Синатрой. Свою последнюю кинороль слепого нищего Стоун сыграл в звёздной комедии «Пригоршня чудес» (1961).

## Слепота и карьера на телевидении в 1950—1960-е годы
Как пишет Хэл Эриксон, «в конце 1940-х годов Стоун был вынужден серьёзно сократить актёрскую работу в связи с резко ухудшившимся зрением. Хотя к середине 1950-х годов он уже практически полностью ослеп, друзья Стоуна по шоу-бизнесу, зная о шатком финансовом положении актёра, помогали ему получать роли в кино и на телевидении, даже когда его партнёры в кадре в буквальном смысле водили его за руку по съёмочной площадке. С наибольшей добротой к Стоуну отнеслись создатели, актёры и съёмочная группа сериала „Перри Мейсон“ (1958—1962), в 46 эпизодах которого Стоун играл постоянную роль судебного клерка. Эта роль не требовала от него ничего, кроме как молча сидеть за столом и иногда держать Библию перед свидетелем».
Несмотря на серьёзные проблемы со здоровьем, Стоун по нескольку раз исполнил гостевые роли в ситкоме «Шоу Джорджа Бёрнса и Грейси Аллен» (1954-56) и в приключенческом экшне «Приключения Супермена» (1955-56). В 1960-е годы он появился в таких популярных сериалах, как «Сумеречная зона» (1961), «Неприкасаемые» (1962), «Дни в долине смерти» (1962) и «Сансет-Стрип, 77» (1963).

## Актёрское амплуа и анализ творчества
Как отмечено в «Лос-Анджелес Таймс», «карьера Стоуна охватила 40 лет, начиная с работы на эстраде и заканчивая телевидением», однако «более всего он известен по своим гангстерским ролям в кино». Как пишет Хэл Эриксон, «пожалуй, никого другого актёра нельзя в той же степени назвать „ранионским“, как Стоуна. Будучи близким другом Деймона Раниона, Стоун, казалось бы, пришёл на эту землю, чтобы играть персонажей с именами Макс из Общества и Чарли Зубочистка, и озвучить такие выражения, как „Это известно далеко и широко“ и „Больше, чем нечто“». На протяжении своей карьеры Стоун играл преимущественно бандитов и их подручных в криминальных мелодрамах и комедиях. При этом ему удалось сняться в девяти фильмах, которые номинировались на Оскар в категории «лучший фильм» — это «Седьмое небо» (1927), «Рэкет» (1928), «Симаррон» (1931), «Первая полоса» (1931), «Пять последних звёзд» (1931), «42-я улица» (1933), «Да здравствует Вилья!» (1934), «Энтони Несчастный» (1936) и «Плащаница» (1953) (среди них Оскар получил лишь «Симаррон»).

## Личная жизнь
С 1937 по 1938 год Стоун был женат на Айде Плит, а с 1946 по 1948 год — на Марджори Рэйми, оба брака закончились разводом. Детей у него не было.

## Смерть
Джордж Э. Стоун умер 26 мая 1967 года от осложнений после инсульта в Вудленд-Хиллз, Калифорния, ему было 64 года.

## Фильмография
| Год       |     | Русское название                              | Оригинальное название                  | Роль                                                   |
| --------- | --- | --------------------------------------------- | -------------------------------------- | ------------------------------------------------------ |
| 1927      | ф   | Седьмое небо                                  | 7th Heaven                             | Пасюк                                                  |
| 1927      | ф   | Кастет                                        | Brass Knuckles                         | Велвет Смит                                            |
| 1928      | ф   | Ночи Сан-Франциско                            | San Francisco Nights                   | Флэш Хокси                                             |
| 1928      | ф   | Поверните время вспять                        | Turn Back the Hours                    | Лайми                                                  |
| 1928      | ф   | Злачное место                                 | Tenderloin                             | Спэрроу                                                |
| 1928      | ф   | Багровый город                                | The Crimson City                       | Слинки                                                 |
| 1928      | ф   | Одежда делает женщину                         | Clothes Make the Woman                 | помощник директора                                     |
| 1928      | ф   | Рэкет                                         | The Racket                             | Джо Скарзи                                             |
| 1928      | ф   | Красивая, но тупая                            | Beautiful But Dumb                     | Тэд                                                    |
| 1928      | ф   | Сэйди со Стейт-Стрит                          | State Street Sadie                     | Слинки                                                 |
| 1928      | ф   | Непослушный ребёнок                           | Naughty Baby                           | Тони Капони                                            |
| 1929      | ф   | Уставшая река                                 | Weary River                            | Блэки                                                  |
| 1929      | ф   | Искупительный грех                            | The Redeeming Sin                      | Пасюк                                                  |
| 1929      | ф   | Двое мужчин и служанка                        | Two Men and a Maid                     | Шорти                                                  |
| 1929      | ф   | Девушка в стеклянной клетке                   | The Girl in the Glass Cage             | Карлос                                                 |
| 1929      | ф   | Мелоди-лейн                                   | Melody Lane                            | Дэнни                                                  |
| 1929      | ф   | Неглубоко                                     | Skin Deep                              | Диппи                                                  |
| 1930      | кор | Вот какова Пэрис Грин                         | So This Is Paris Green                 |                                                        |
| 1930      | кор | Сильный пол                                   | The Stronger Sex                       |                                                        |
| 1930      | ф   | Под техасской луной                           | Under a Texas Moon                     | Педро                                                  |
| 1930      | ф   | Медик                                         | The Medicine Man                       | Стив                                                   |
| 1931      | ф   | Маленький Цезарь                              | Little Caesar                          | Отеро                                                  |
| 1931      | ф   | Симаррон                                      | Cimarron                               | Сол Леви                                               |
| 1931      | ф   | Первая полоса                                 | The Front Page                         | Эрл Уильямс                                            |
| 1931      | кор | Украденные драгоценности                      | The Stolen Jools                       | гангстер                                               |
| 1931      | ф   | Служанка по вызову                            | Maid to Order                          |                                                        |
| 1931      | ф   | Пять последних звёзд                          | Five Star Final                        | Зиги Фейнстейн                                         |
| 1931      | ф   | Паук                                          | The Spider                             | доктор Блэкстоун                                       |
| 1931      | ф   | Женская писательница                          | Sob Sister                             | Джонни Шейх                                            |
| 1932      | ф   | Женщина из Монте-Карло                        | The Woman from Monte Carlo             | Ле Дюк                                                 |
| 1932      | ф   | Такси!                                        | Taxi!                                  | Скитс                                                  |
| 1932      | ф   | Мир и плоть                                   | World and the Flesh                    | Ратчкин                                                |
| 1932      | ф   | Последняя миля                                | The Last Mile                          | Джо Берг                                               |
| 1932      | ф   | Призрак Крествуда                             | The Phantom of Crestwood               | Кот                                                    |
| 1933      | ф   | Досье 113                                     | File 113                               | Верду                                                  |
| 1933      | ф   | Вампир-летучая мышь                           | The Vampire Bat                        | Кринген                                                |
| 1933      | ф   | 42-я улица                                    | 42nd Street                            | Энди Ли                                                |
| 1933      | ф   | Моряк, будь добр                              | Sailor Be Good                         | Мёрфи                                                  |
| 1933      | ф   | Песня орла                                    | Song of the Eagle                      | Гас                                                    |
| 1933      | ф   | Срочный вызов                                 | Emergency Call                         | Сэмми                                                  |
| 1933      | ф   | Вредитель                                     | The Wrecker                            | Сэм Шапиро                                             |
| 1933      | ф   | Большой мозг                                  | The Big Brain                          | Макс Вернер                                            |
| 1933      | ф   | Пой, грешник, пой                             | Sing, Sinner, Sing                     | Спэтс                                                  |
| 1933      | ф   | Пентхаус                                      | Penthouse                              | Мёрток                                                 |
| 1933      | ф   | Дамы должны любить                            | Ladies Must Love                       | Джои                                                   |
| 1933      | ф   | Король на ночь                                | King for a Night                       | Хайми                                                  |
| 1933      | ф   | Он не мог взять это                           | He Couldn't Take It                    | Сэмми Кон                                              |
| 1933      | ф   | Приграничный маршал                           | Frontier Marshal                       | Дэвид «Эйб» Раскин                                     |
| 1934      | ф   | Да здравствует Вилья!                         | Viva Villa!                            | Эмилио Чавито                                          |
| 1934      | ф   | Возвращение террора                           | Return of the Terror                   | Соупи Маккой                                           |
| 1934      | ф   | Дело о драконе-убийце                         | The Dragon Murder Case                 | Кен Тэйтум                                             |
| 1934      | ф   | Неловкие моменты                              | Embarrassing Moments                   | Луи                                                    |
| 1934      | ф   | Тайна шато                                    | Secret of the Chateau                  | Арманд                                                 |
| 1934      | ф   | Опоздание на час                              | One Hour Late                          | Бенни                                                  |
| 1934      | ф   | Крошка на миллион                             | Million Dollar Baby                    | Джо Льюис                                              |
| 1934      | ф   | Держи их, замок                               | Hold 'Em Yale                          | Бенни Саут Стрит                                       |
| 1935      | ф   | Герой общества №1                             | Public Hero #1                         | Батч                                                   |
| 1935      | ф   | Сделай миллион                                | Make a Million                         | Ларки                                                  |
| 1935      | ф   | Лунный свет в прерии                          | Moonlight on the Prairie               | «Мелочь» Зино                                          |
| 1935      | ф   | Парень из Фриско                              | Frisco Kid                             | Солли                                                  |
| 1936      | ф   | Любовь новичка                                | Freshman Love                          | Е. Прендергаст Биддл                                   |
| 1936      | ф   | Охота на человека                             | Man Hunt                               | Силк                                                   |
| 1936      | ф   | Пулями или голосами                           | Bullets or Ballots                     | Уайрз Кэгел                                            |
| 1936      | ф   | Ритм на кручах                                | Rhythm on the Range                    | Шорти                                                  |
| 1936      | ф   | Энтони Несчастный                             | Anthony Adverse                        | Санчо                                                  |
| 1936      | ф   | Побег из тюрьмы                               | Jailbreak                              | Випер                                                  |
| 1936      | ф   | А вот и Картер                                | Here Comes Carter                      | Бутс Бернетт                                           |
| 1936      | ф   | Поло Джо                                      | Polo Joe                               | первый бродяга                                         |
| 1936      | ф   | Ребёнок капитана                              | The Captain's Kid                      | Стив                                                   |
| 1936      | ф   | Король хоккея                                 | King of Hockey                         | Ник Торга                                              |
| 1937      | ф   | Снова в обороте                               | Back in Circulation                    | Мэк                                                    |
| 1937      | ф   | Остров Алькатрас                              | Alcatraz Island                        | Крутой Тони Бёрк                                       |
| 1937      | ф   | Отважная блондинка                            | The Adventurous Blonde                 | Пит                                                    |
| 1937      | ф   | Не поймите меня неправильно                   | Don't Get Me Wrong                     | Чак                                                    |
| 1937      | ф   | Одежда и женщина                              | Clothes and the Woman                  | граф Бернхардт                                         |
| 1938      | ф   | Простенькое дело об убийстве                  | A Slight Case of Murder                | Кирк                                                   |
| 1938      | ф   | Азартная игра мистера Мото                    | Mr. Moto's Gamble                      | Коннорс                                                |
| 1938      | ф   | За стеной                                     | Over the Wall                          | Джип                                                   |
| 1938      | ф   | Ты и я                                        | You and Me                             | Пэтси                                                  |
| 1938      | ф   | Патрульная подводная лодка                    | Submarine Patrol                       | моряк Ирвинг Голдфарб                                  |
| 1939      | ф   | Рискованная ставка                            | Long Shot                              | Дэнни Велч                                             |
| 1939      | ф   | Преступление тебе с рук не сойдёт             | You Can't Get Away with Murder         | Тоуд                                                   |
| 1939      | ф   | Дочь домохозяйки                              | The Housekeeper's Daughter             | Бенни                                                  |
| 1939      | ф   | Ночь из ночей                                 | The Night of Nights                    | Сэмми Кейн                                             |
| 1940      | ф   | Я беру эту женщину                            | I Take This Woman                      | Сид                                                    |
| 1940      | ф   | Остров обречённых                             | Island of Doomed Men                   | Сигги                                                  |
| 1940      | ф   | Полоса чероки                                 | Cherokee Strip                         | Эйб Гэбберт                                            |
| 1940      | ф   | Слегка соблазнённый                           | Slightly Tempted                       | Пити                                                   |
| 1940      | ф   | Северо-западная конная полиция                | North West Mounted Police              | Джонни Пеланг                                          |
| 1941      | ф   | Лицо под маской                               | The Face Behind the Mask               | Динки                                                  |
| 1941      | ф   | Дорожное шоу                                  | Road Show                              | индеец                                                 |
| 1941      | ф   | Бродвей лимитед                               | Broadway Limited                       | Лефти                                                  |
| 1941      | ф   | Последний из Дуэйнов                          | Last of the Duanes                     | Ючре                                                   |
| 1941      | ф   | Признания Бостонского Блэки                   | Confessions of Boston Blackie          | Коротышка                                              |
| 1942      | ф   | Рейнджер одинокой звезды                      | Lone Star Ranger                       | Ючре                                                   |
| 1942      | ф   | Романы Джимми Валентайна                      | The Affairs of Jimmy Valentine         | Мышонок                                                |
| 1942      | ф   | Псевдоним Бостонский Блэки                    | Alias Boston Blackie                   | Коротышка                                              |
| 1942      | ф   | Маленький Токио, США                          | Little Tokyo, U.S.A.                   | Кингоро                                                |
| 1942      | кор | Дьявол с Гитлером                             | The Devil with Hitler                  | Суки Яки                                               |
| 1942      | ф   | Бостонский Блэки с Голливуде                  | Boston Blackie Goes Hollywood          | Коротышка                                              |
| 1943      | ф   | После полуночи с Бостонским Блэки             | After Midnight with Boston Blackie     | Коротышка                                              |
| 1943      | ф   | Шанс всей жизни                               | The Chance of a Lifetime               | Коротышка                                              |
| 1944      | ф   | Королева древесины                            | Timber Queen                           | Белочка                                                |
| 1944      | ф   | Роджер Туи, гангстер                          | Roger Touhy, Gangster                  | »Холодильник» Хэмилтон                                 |
| 1944      | ф   | Приятель                                      | My Buddy                               | Пит                                                    |
| 1944      | ф   | Одной таинственной ночью                      | One Mysterious Night                   | Коротышка                                              |
| 1945      | ф   | Бостонский Блэки задержан по подозрению       | Boston Blackie Booked on Suspicion     | Коротышка                                              |
| 1945      | ф   | Испуганный труп                               | Scared Stiff                           | Минк                                                   |
| 1945      | ф   | Свидание Бостонского Блэки                    | Boston Blackie's Rendezvous            | Коротышка                                              |
| 1945      | ф   | Полночная охота                               | Midnight Manhunt                       | Джо Уэллс                                              |
| 1945      | ф   | Куколка                                       | Doll Face                              | управляющий сценой                                     |
| 1945      | ф   | Бостонский Блэки на грани                     | A Close Call for Boston Blackie        | Коротышка                                              |
| 1946      | ф   | Призрачный вор                                | The Phantom Thief                      | Коротышка                                              |
| 1946      | ф   | Саспенс                                       | Suspense                               | Макс                                                   |
| 1946      | ф   | Бостонский Блэки и закон                      | Boston Blackie and the Law             | Коротышка                                              |
| 1946      | ф   | Ирландская роза Эйби                          | Abie's Irish Rose                      | Исаак Коэн                                             |
| 1946      | ф   | Шок                                           | Shock                                  | водитель такси (в титрах не указан)                    |
| 1946      | ф   | Сентиментальное путешествие                   | Sentimental Journey                    | Той Хоукер (в титрах не указан)                        |
| 1947      | ф   | Дейзи Кенион                                  | Daisy Kenyon                           | официант (в титрах не указан)                          |
| 1948      | ф   | В ловушке у Бостонского Блэки                 | Trapped by Boston Blackie              | Коротышка                                              |
| 1948      | ф   | Неукротимая порода                            | The Untamed Breed                      | Пабло                                                  |
| 1952      | ф   | Девушка в каждом порту                        | A Girl in Every Port                   | Сквизер, жокей                                         |
| 1952      | ф   | Бродвейские ищейки                            | Bloodhounds of Broadway                | Роупс Макгонигл                                        |
| 1953      | ф   | Боевой отряд                                  | Combat Squad                           | медик Браун                                            |
| 1953      | ф   | Происшествие на Саут-стрит                    | Pickup on South Street                 | Вили, клерк в полицейском участке (в титрах не указан) |
| 1953      | ф   | Плащаница                                     | The Robe                               | Гракх (в титрах не указан)                             |
| 1953      | с   | Видеотеатр от «Люкс»                          | Lux Video Theatre                      | Карл                                                   |
| 1953      | с   | Телевизионный театр от «Форд» (2 эпизода)     | The Ford Television Theatre            | Фред                                                   |
| 1953—1956 | с   | Личный секретарь (3 эпизода)                  | Private Secretary                      | Бен Мосс                                               |
| 1954      | ф   | История в Майами                              | The Miami Story                        | Луи Мотт                                               |
| 1954      | ф   | Стальная клетка                               | The Steel Cage                         | Солли, заключённый повар                               |
| 1954      | с   | Общественный защитник (2 эпизода)             | Public Defender                        | Тони/Луи Инграм                                        |
| 1954      | с   | Паспорт опасности                             | Passport to Danger                     |                                                        |
| 1954—1956 | с   | Шоу Джорджа Бернса и Грейси Аллен (4 эпизода) | The George Burns and Gracie Allen Show | Джо / джентльмен / Фрэнки / Даффи Эдвардс, меховщик    |
| 1955      | ф   | Парни и куколки                               | Guys and Dolls                         | Макс из Общества                                       |
| 1955      | ф   | Человек с золотой рукой                       | The Man with the Golden Arm            | Сэм Маркетт                                            |
| 1955      | ф   | Секреты Нью-Йорка                             | New York Confidential                  | агент Дарлин (в титрах не указан)                      |
| 1955      | с   | Театр Деймона Раниона (2 эпизода)             | Damon Runyon Theater                   | Сназ Бликер                                            |
| 1955      | с   | Медик                                         | Medic                                  | Минди Картер                                           |
| 1955—1956 | с   | Приключения Супермена (2 эпизода)             | Adventures of Superman                 | Дьюк Тейлор/Большой Джордж                             |
| 1956      | ф   | Ад джунглей                                   | Jungle Hell                            | мистер Троск                                           |
| 1956      | ф   | Оттенок алого                                 | Slightly Scarlet                       | Роос (в титрах не указан)                              |
| 1956      | с   | Альфред Хичкок представляет                   | Alfred Hitchcock Presents              | Барни                                                  |
| 1956      | с   | Перекрёстки (2 эпизода)                       | Crossroads                             | Вилли/Шеп                                              |
| 1956—1957 | с   | Час «Двадцатого века Фокс» (2 эпизода)        | The 20th Century-Fox Hour              | Анджело/гостиничный клерк                              |
| 1957      | ф   | Незнакомец в Сиерре                           | Sierra Stranger                        | Пьяница Дэн                                            |
| 1957      | ф   | Волна тепла Калипсо                           | Calypso Heat Wave                      | Букс                                                   |
| 1957      | ф   | История человечества                          | The Story of Mankind                   | официант                                               |
| 1957      | ф   | Малыш Нельсон                                 | Baby Face Nelson                       | мистер Холл, менеджер банка                            |
| 1957      | ф   | История в Тихуане                             | The Tijuana Story                      | Пино                                                   |
| 1957      | с   | Шоу Боба Каммингса                            | The Bob Cummings Show                  |                                                        |
| 1958      | с   | Есть оружие – будут путешествия               | Have Gun - Will Travel                 | Джо Роланд                                             |
| 1958      | с   | Команда М                                     | M Squad                                | Фингерс Пёрди                                          |
| 1958—1962 | с   | Перри Мейсон (46 эпизодов)                    | Perry Mason                            | клерк в суде                                           |
| 1959      | ф   | В джазе только девушки                        | Some Like It Hot                       | Чарли «Зубочистка», осведомитель                       |
| 1959      | ф   | Пригоршня чудес                               | Pocketful of Miracles                  | Шимки (в титрах не указан)                             |
| 1960      | ф   | Одиннадцать друзей Оушена                     | Ocean's Eleven                         | хозяин ресторана (в титрах не указан)                  |
| 1960      | с   | Сажать в тюрьму                               | Lock Up                                | Агрессивный Дивэнин                                    |
| 1961      | с   | Программа Джека Бенни                         | The Jack Benny Program                 | клерк в суде                                           |
| 1961      | с   | Сумеречная зона                               | Twilight Zone                          | Фенвик                                                 |
| 1962      | с   | Неприкасаемые                                 | The Untouchables                       | гостиничный клерк                                      |
| 1962      | с   | Дни в долине смерти                           | Death Valley Days                      |                                                        |
| 1963      | с   | Сансет-Стрип, 77 (2 эпизода)                  | 77 Sunset Strip                        | мистер Де Вингер                                       |